# Tomosvaryella singula
Tomosvaryella singula är en tvåvingeart som beskrevs av Hardy 1950. Tomosvaryella singula ingår i släktet Tomosvaryella och familjen ögonflugor.
Artens utbredningsområde är Kongo. Inga underarter finns listade i Catalogue of Life.